# Haakbus

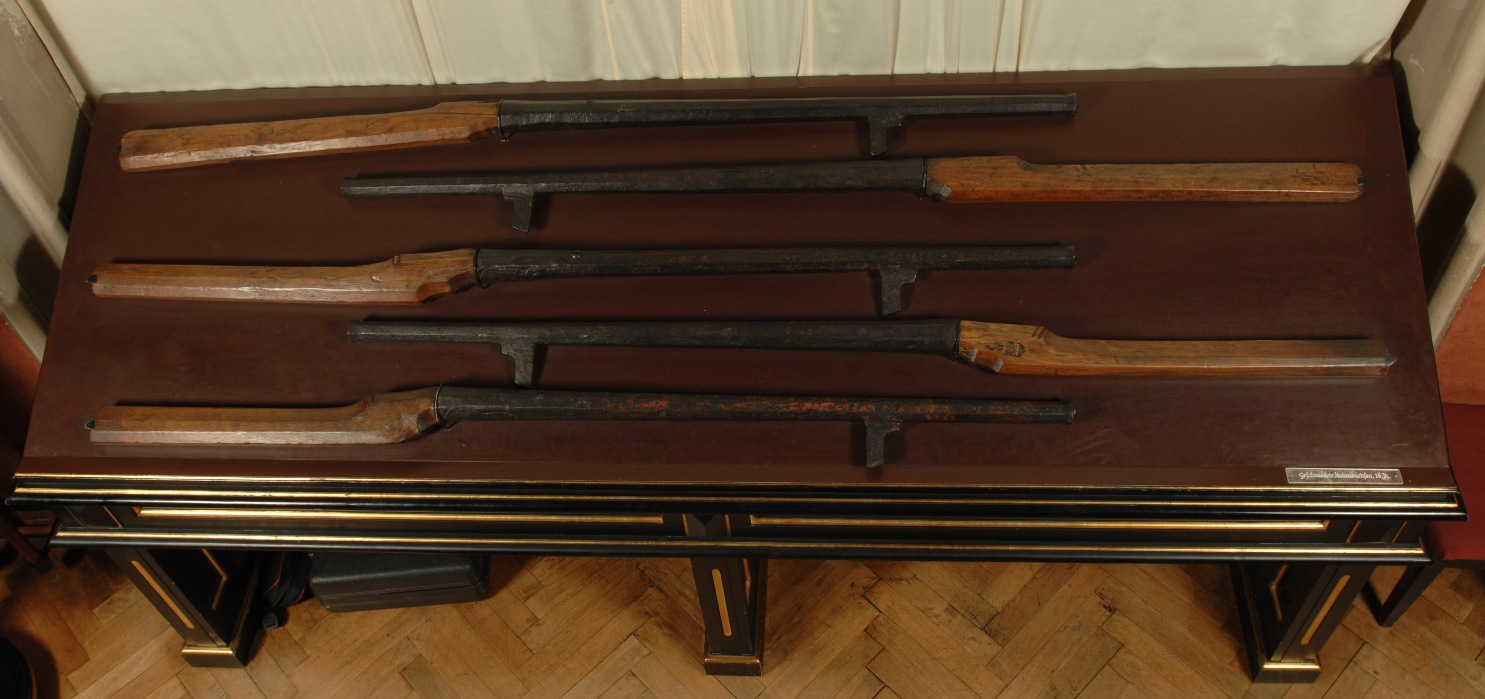
16e-eeuwse smeedijzeren haakbussen, Heeresgeschichtliches Museum, Wenen

Een haakbus (Engels:(h)arquebus, hackbut, Frans: arquebouse) was een gladloops vuurwapen dat van de 15e tot de 17e eeuw werd gebruikt. Het was een voorganger van het musket en het vuurroer. 
De term haakbus beschrijft als zodanig vele handvuurwapens in de vijftiende en zestiende eeuw. De gemiddelde haakbus was gemakkelijker te dragen en af te vuren dan zijn voorganger, de handbus. Het wapen werd ontstoken met een lontslot.

## Achtergrond
De haakbus schijnt zo te zijn genoemd vanwege de haak die aan de loop werd bevestigd en waarmee het wapen achter bijvoorbeeld een muur kon worden vastgezet (ingehaakt), om zo de terugstoot op te vangen. Een andere theorie is dat het woord haakbus een vernederlandsing is van het Franse arquebouse (in plaats van andersom), waarbij  arque-bouse zou staan voor boog-bus. Met boog wordt in dit geval de lade van een kruisboog bedoeld. Het ligt voor de hand dat de eerste haakbussen zijn ontstaan door een loop (een bus) op de lade van een kruisboog te bevestigen.
De haakbus bereikte grote bekendheid tijdens de Slag bij Pavia in 1525. De nederlaag van Franse ridders als gevolg van een kogelregen afgevuurd uit haakbussen inspireerde andere legerleiders het wapen te gebruiken. Tot dan werden hand- en/of kruisbogen gebruikt. Hoewel de haakbus veel minder nauwkeurig was dan de handboog leverde het gebruik toch strategisch voordeel op: haakbusschutters waren in veel groteren getale beschikbaar. Het opleiden van boogschutters (zeker de superieure Engelse boogschutters) duurde jaren en vereiste grote lichamelijke kracht, terwijl het leren gebruiken van een haakbus slechts enkele weken in beslag nam en geen tot weinig eisen stelde aan de bouw van een persoon.
De gemiddelde haakbus kon met moeite een goed plaatharnas doorboren. Cavalerie en zwaar bepantserde infanterie waren mede daardoor kwetsbaar voor haakbusschutters. In de 16e eeuw begonnen de zwaardere musketten de haakbus langzaam te vervangen, behalve in landen als Japan en Korea, waar het gebruik van vuurwapens sterk werd ingeperkt.